# Atelopus chiriquiensis
Atelopus chiriquiensis là một loài cóc thuộc họ Bufonidae.
Loài này có ở Costa Rica và Panama.
Môi trường sống tự nhiên của chúng là vùng núi ẩm nhiệt đới hoặc cận nhiệt đới và sông ngòi.
Chúng hiện đang bị đe dọa vì mất nơi sống.

## Hình ảnh

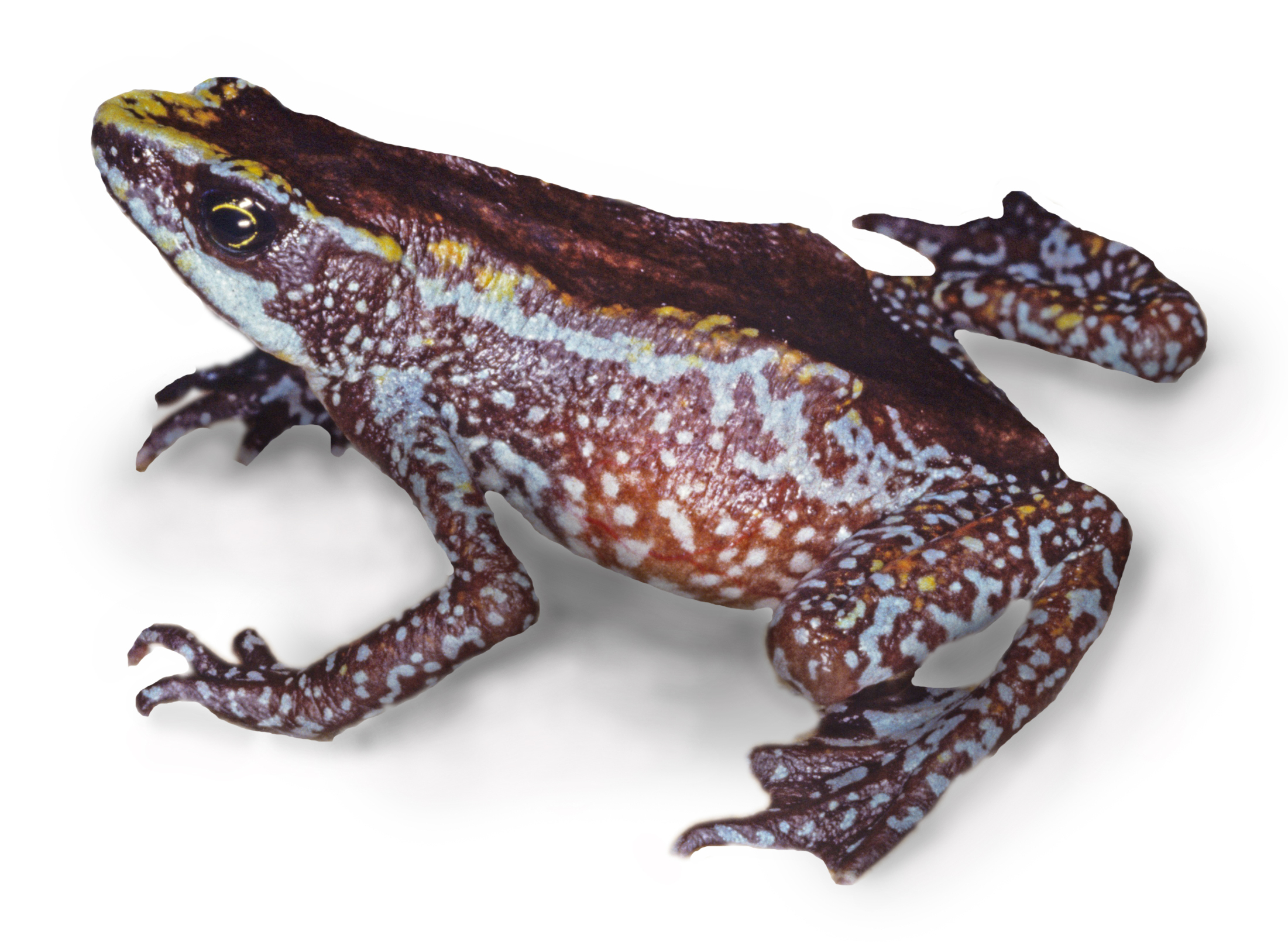